# Museo Žmuidzinavičius

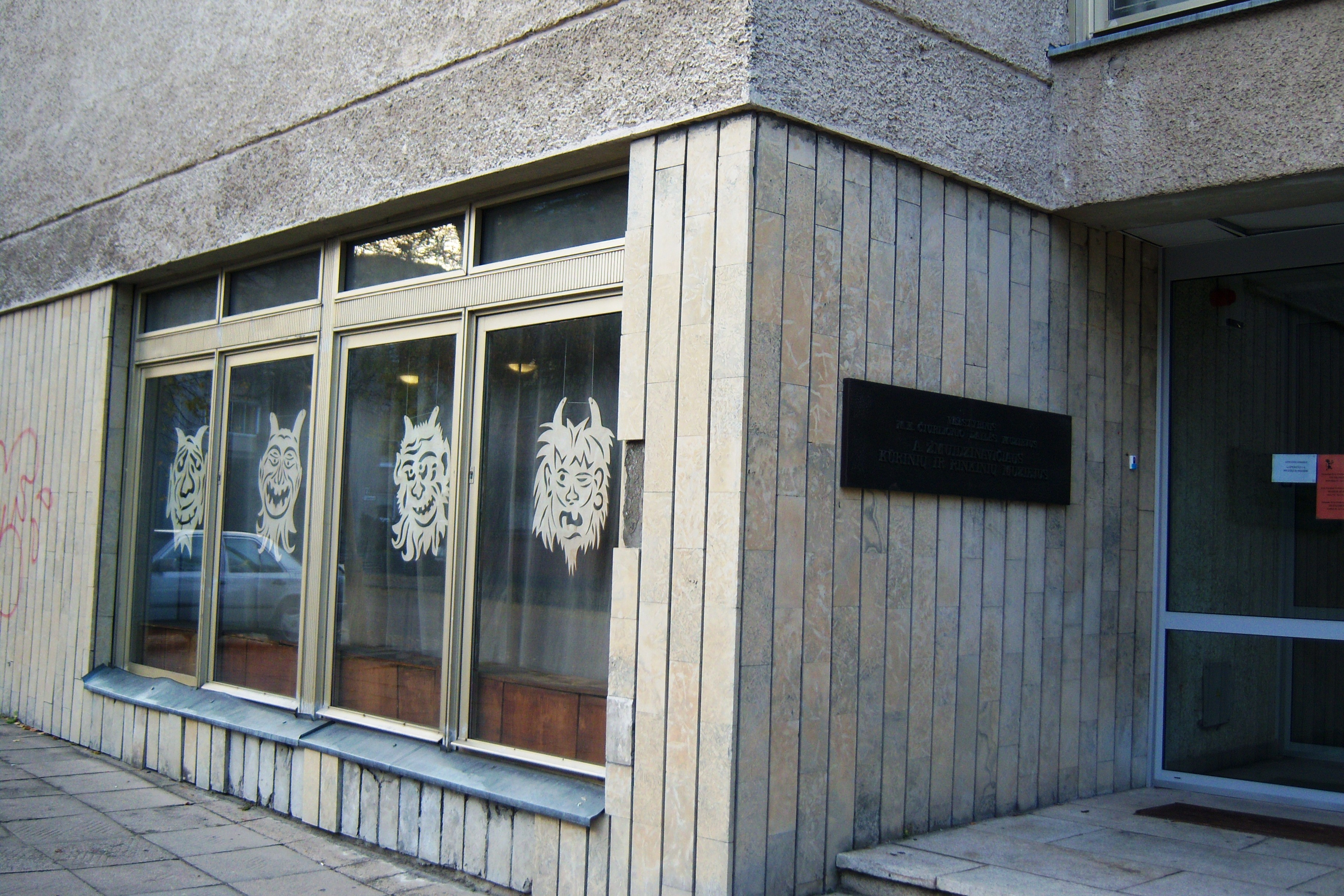
Entrada al museo.

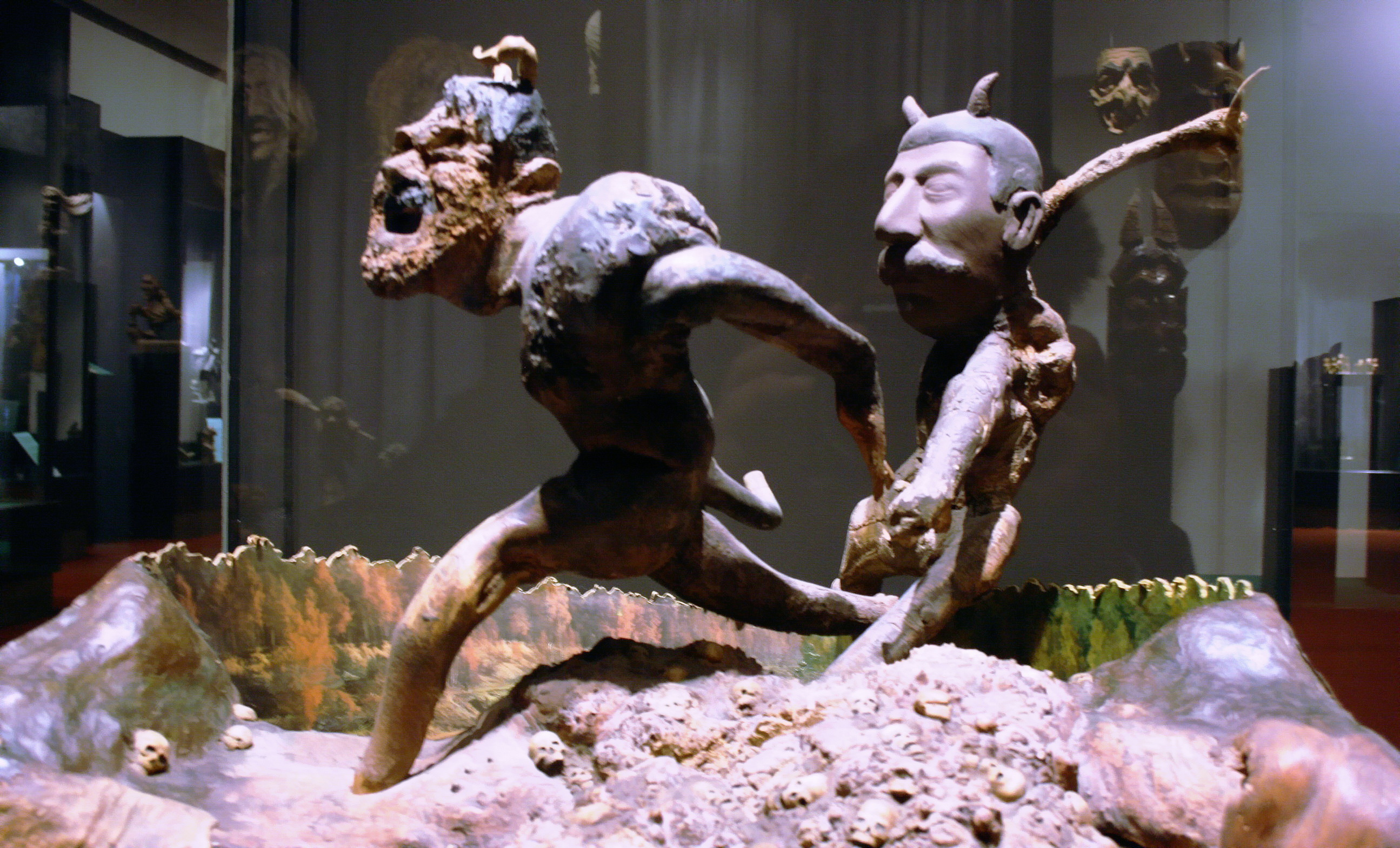
Representación de Hitler y Stalin como demonios.

Museo Žmuidzinavičius, comúnmente conocido como Museo del demonio, es un museo ubicado en Kaunas (Lituania), dedicado a coleccionar y exhibir esculturas y tallas de demonios procedentes de todo el mundo. En 2009, su colección abarcaba cerca de 3000 piezas exhibidas.
La colección fue iniciada por el pintor Antanas Žmuidzinavičius (1876–1966). Tras su muerte se creó un museo memorial en su casa sobre su obra a la vez que se exhibía su colección personal de arte folclórico lituano y otras piezas diversas, entre ellas la colección de tallas demoníacas. En ese momento, constaba únicamente de 260 esculturas[cita requerida]. Como la colección iba creciendo, debido a numerosos regalos y donaciones de visitantes, en 1982 se construyó una ampliación especial.
Se exponen trabajos de diversas culturas que abarcan desde obras artísticas a útiles como pipas, abrecartas o bastones, entre otros muchos. Algunos de estos objetos representan mitos folclóricos mientras otras expresan ideas políticas diversas. Es el caso de las esculturas de Hitler y Stalin como demonios bailando la danza de la muerte sobre un suelo de huesos humanos.